# Mark Smith (ingénieur du son)
Pour les articles homonymes, voir Mark Smith (homonymie) et Smith.
Mark Smith est un ingénieur du son américain.

## Filmographie (sélection)
- 1988 : Oliver et Compagnie (Oliver & Company) de George Scribner
- 1990 : Havana de Sydney Pollack
- 1990 : Young Guns 2 de Geoff Murphy
- 1990 : RoboCop 2 d'Irvin Kershner
- 1991 : Doc Hollywood de Michael Caton-Jones
- 1991 : Robin des Bois, prince des voleurs (Robin Hood: Prince of Thieves) de Kevin Reynolds
- 1992 : Le Temps d'un week-end (Scent of a Woman) de Martin Brest
- 1992 : Innocent Blood de John Landis
- 1992 : Le Dernier des Mohicans (The Last of the Mohicans) de Michael Mann
- 1993 : L'Affaire Karen McCoy (The Real McCoy) de Russell Mulcahy
- 1993 : La Firme (The Firm) de Sydney Pollack
- 1993 : Made in America de Richard Benjamin
- 1994 : Star Trek : Générations (Star Trek: Generations) de David Carson
- 1994 : Le Client (The Client) de Joel Schumacher
- 1994 : Opération Shakespeare (Renaissance Man) de Penny Marshall
- 1995 : Heat de Michael Mann
- 1995 : Rob Roy de Michael Caton-Jones
- 1997 : Pour le pire et pour le meilleur (As Good as It Gets) de James L. Brooks
- 1997 : Le Chacal (The Jackal) de Michael Caton-Jones
- 1997 : Le Cinquième Élément de Luc Besson
- 1997 : Le Pic de Dante (Dante's Peak) de Roger Donaldson
- 1998 : Rencontre avec Joe Black (Meet Joe Black) de Martin Brest
- 1998 : 6 jours, 7 nuits (Six Days Seven Nights) d'Ivan Reitman
- 1999 : Personne n'est parfait(e) (Flawless) de Joel Schumacher
- 1999 : L'Ombre d'un soupçon (Random Hearts) de Sydney Pollack
- 1999 : 8 millimètres (Eight Millimeter) de Joel Schumacher
- 2001 : Les Visiteurs en Amérique (Just Visiting) de Jean-Marie Poiré
- 2001 : Driven de Renny Harlin
- 2002 : 8 Mile de Curtis Hanson
- 2002 : Simone (S1m0ne) d'Andrew Niccol
- 2003 : Frère des ours (Brother Bear) de Robert Walker et Aaron Blaise

## Distinctions

### Récompenses
- Oscars 1993 : Oscar du meilleur mixage de son pour Le Dernier des Mohicans

### Nominations
- BAFTA 1993 : British Academy Film Award du meilleur son pour Le Dernier des Mohicans
- Cinema Audio Society Awards 1996 pour Heat